# Heinz-Herbert Noll
Heinz-Herbert Noll (* 1. Januar 1949 in Döttesfeld) ist ein deutscher Soziologe.

## Ausbildung
Noll studierte Soziologie, Volkswirtschaftslehre, Sozialpolitik und Statistik an der Johann Wolfgang Goethe-Universität in Frankfurt am Main. 1981 erfolgte die Promotion bei Wolfgang Zapf zum Dr. phil an der Universität Mannheim mit einer Arbeit über „Beschäftigungschancen und Arbeitsbedingungen: Ein Sozialbericht für die Bundesrepublik 1950–1980“ (1982).

## Beruf

### Forschung
Von 1974 bis 1978 war Noll wissenschaftlicher Mitarbeiter im SPES-Projekt und von 1979 bis 1981 im Sonderforschungsbereich 3 „Mikroanalytische Grundlagen der Gesellschaftspolitik“ (Sfb3), danach (1982 bis 1985) Projektleiter und Projektbereichsleiter im Sfb 3. Während dieser Zeit spezialisierte er sich auf den Bereich der Soziologie des Arbeitsmarkts und verfasste in diesem Rahmen auch seine Dissertation.
1987 wurde er zum Leiter der neugeschaffenen „Abteilung Soziale Indikatoren“ von ZUMA (heute GESIS) ernannt. Aufgabe dieser Abteilung (ab 2008: Zentrum für Sozialindikatorenforschung) war die dauerhafte Institutionalisierung der Wohlfahrtsforschung und Sozialberichterstattung in Deutschland als wissenschaftliche Infrastruktureinrichtung. Diverse Aktivitäten entwickelten sich im Laufe der Zeit. Dazu gehören:
- die Weiterführung des SPES-Sozialindikatorentableaus für Deutschland
- die Organisation von Seminaren und Fachtagungen zu sozialen Indikatoren
- die Mitarbeit am sowie von 1992–2008 Mitherausgeber des „Datenreport“
- die Herausgabe des „Informationsdienst soziale Indikatoren“
- die wissenschaftliche Beratung und Erstellung von Gutachten
- die internationale Kooperation, wie z. B. in der „International Society for Quality-of-Life Studies“ (ISQOLS)
- die Durchführung von nationalen und europäischen Forschungsprojekten wie z. B. eines Projekts zur Entwicklung eines Systems europäischer Sozialindikatoren

### Lehre
Noll lehrte an den Universitäten Mannheim und Heidelberg, der University of Tartu, der Université Fribourg, der Università degli Studi di Firenze sowie der École Nationale de la Statistique et de l’Administration Économique in Paris. Ferner wurde er zu Gastaufenthalten an verschiedenen ausländischen Instituten und Universitäten eingeladen.

## Ehrenämter
Noll wurde in mehrere wissenschaftliche und politikberatende Gremien berufen, wie z. B. als Sprecher der „Sektion Soziale Indikatoren“ in der Deutschen Gesellschaft für Soziologie (DGS) oder als President des ISA-Research Committee 55 „Social Indicators“. Zuletzt war er bis 2012 President der „International Society for Quality-of-Life Studies“ (ISQOLS) sowie von 2014 bis 2016 Mitglied des wissenschaftlichen Beirats der Regierungsstrategie „Gut leben in Deutschland“. Noll ist zudem „external scientific advisor“ des ungarischen Sozialforschungsinstituts TARKI und Hauptorganisator der seit 2006 in der Villa Vigoni stattfindenden Serie der jährlichen „Social Monitoring and Reporting in Europe“ – Konferenzen.
Noll fungierte darüber hinaus als Beirat in unterschiedlichen Forschungsprojekten und war/ist Mitglied des Editorial Boards von Fachzeitschriften wie Social Indicators Research, Current Sociology und Applied Research in Quality of Life.

## Wissenschaftliche Bedeutung
Nolls soziologische Bedeutung besteht darin, die Arbeiten seines Lehrers Wolfgang Zapf und seiner Kollegen in SPES und Sfb 3 institutionalisiert und damit Deutschland im internationalen Vergleich einen vorderen Rangplatz in der Skala der Sozialindikatorenforschung gesichert zu haben. Deutschland wurde dadurch zu einem führenden Akteur in dieser angewandten soziologischen Teildisziplin. Noll hat darüber hinaus dazu beigetragen, das Konzept der Sozialindikatoren auf europäischer Ebene bekannt zu machen und bei Eurostat und der Europäischen Kommission zu einer permanenten Aufgabe einzurichten.

## Veröffentlichungen

### Bücher (Autor, Mitautor, Herausgeber)
- (1982), Beschäftigungschancen und Arbeitsbedingungen: Ein Sozialbericht für die Bundesrepublik 1950–1980. Frankfurt und New York: Campus. (Universität Mannheim, Dissertation, 1981). (Schriftenreihe Sonderforschungsbereich 3 Mikroanalytische Grundlagen der Gesellschaftspolitik, Bd. 9).
- (zus. mit Wolfgang Glatzer, Mitautor) (Hrsg.) (1992), Lebensverhältnisse in Deutschland: Ungleichheit und Angleichung. Frankfurt und New York: Campus. (Soziale Indikatoren, Bd. 16).
- (1993) (Hrsg.), System sozialer Indikatoren für die Bundesrepublik Deutschland: Zeitreihen 1950–1991; Tabellenband. Mannheim : Zentrum für Umfragen, Methoden und Analysen, Abt. Soziale Indikatoren. (Eine ZUMA-Publikation).
- (zus. mit Roland Habich) (1994), Soziale Indikatoren und Sozialberichterstattung: internationale Erfahrungen und gegenwärtiger Forschungsstand; Expertise. Bern: Bundesamt für Statistik. (Bundesamt für Statistik, Statistik der Schweiz, 16: Kultur, Lebensbedingungen, Sport).
- (Mitautor und Hrsg.) (1997), Sozialberichterstattung in Deutschland: Konzepte, Methoden und Ergebnisse für Lebensbereiche und Bevölkerungsgruppen. Weinheim et al.: Juventa-Verlag. (Grundlagentexte Soziologie).
- (zus. mit Roland Habich, Mitautor) (Hrsg.) (2000), Vom Zusammenwachsen einer Gesellschaft: Analysen zur Angleichung der Lebensverhältnisse in Deutschland. Frankfurt und New York: Campus. (Soziale Indikatoren, Bd. 21).
- (zus. mit Yannick Lemel, Mitautor) (eds.) (2002), Changing Structures of Inequality: A Comparative Perspective. Montreal et al.: McGill-Queenʼs University Press. (Comparative Charting of Social Change).
- Mitherausgeber und Autor des „Datenreports“ – Ausgaben 1990 bis 2008

### Zeitschriftenaufsätze, Beiträge in Sammelwerken
- (1990), Lebensqualität in der Bundesrepublik Deutschland: Methoden der Messung und ausgewählte Ergebnisse. In: Evangelische Akademie Baden; Ulrich Duchrow (Hrsg.), Protokoll einer Konsultation der Evangelischen Akademie Baden am 29./30. September 1989 im August-Winnig-Haus, Wilhelmsfeld. Karlsruhe, S. 26–33.
- (1997), Sozialberichterstattung: Zielsetzungen, Funktionen und Formen. In: Ders. (Hrsg.), Sozialberichterstattung in Deutschland: Konzepte, Methoden und Ergebnisse für Lebensbereiche und Bevölkerungsgruppen. Weinheim et al.: Juventa-Verlag, S. 7–16. (Grundlagentexte Soziologie).
- (1999), Die Perspektive der Sozialberichterstattung. In: Peter Flora und Heinz-Herbert Noll (Hrsg.), Sozialberichterstattung und Sozialstaatsbeobachtung: individuelle Wohlfahrt und wohlfahrtsstaatliche Institutionen im Spiegel empirischer Analysen. Frankfurt und New York: Campus, S. 13–28. (Soziale Indikatoren, Bd. 20).
- (2002), Globale Wohlfahrtsmaße als Instrumente der Wohlfahrtsmessung und Sozialberichterstattung: Funktionen, Ansätze und Probleme. In: Wolfgang Glatzer (Hrsg.), Sozialer Wandel und gesellschaftliche Dauerbeobachtung. [Festschrift für Wolfgang Zapf]. Opladen: Leske und Budrich, S. 317–35.
- (2002), Towards a European System of Social Indicators: Theoretical Framework and System Architecture. In Social Indicators Research, Vol. 58/2002 (1–3): 47–84.
- (2003), Sozialindikatorenforschung und Sozialberichterstattung: Ziele, Ergebnisse und aktuelle Entwicklungen. In: Barbara Orth, Thomas Schwietring et al. (Hrsg.), Soziologische Forschung: Stand und Perspektiven: Ein Handbuch. Opladen: Leske und Budrich, S. 449–66.
- (zusammen mit L. Roberts) (2003) The Legitimacy of Inequality on Both Sides of the Atlantic. A Comparative Analysis of Attitudes in Canada and Germany. In: The Tocqueville Review/La Revue Tocqueville, Vol. XXIV, 2003 (2): 153–189
- (zusammen mit B. Christoph) (2003) Subjective Well-Being in the European Union During the 1990ies. In: Social Indicators Research, Vol. 64/2003 (3): 521–546.
- (2004) Social Indicators and Quality of Life Research: Background, Achievements and Current Trends. In: N. Genov (ed.), Advances in Sociological Knowledge Over Half a Century.  Wiesbaden: VS Verlag für Sozialwissenschaften, S. 185–212.
- (zusammen mit St. Weick) (2005) Relative Armut und Konzentration der Einkommen deutlich gestiegen. Indikatoren und Analysen zur Entwicklung der Ungleichheit von Einkommen und Ausgaben . In: Informationsdienst Soziale Indikatoren (ISI), 33, S. 1–6.
- (zusammen mit Stefan Weick) (2006) Strukturen des privaten Verbrauchs in Deutschland: Ungleichheiten und temporärer Wandel. In: Karl-Siegbert Rehberg (Hrsg.): Soziale Ungleichheit – Kulturelle Unterschiede, Verhandlungen des 32. Kongresses der Deutschen Gesellschaft für Soziologie in München 2004, Frankfurt a. M./New York: Campus Verlag. S. 407–423.
- (zusammen mit St. Weick) (2007) Einkommensarmut und Konsumarmut – Unterschiedliche Perspektiven und Diagnosen. Analysen zum Vergleich der Ungleichheit von Einkommen und Konsumausgaben . In: Informationsdienst Soziale Indikatoren (ISI), 37, S. 1–6.
- (2008) European Survey Data: Rich Sources for Quality of Life Research. In: V. Møller, D. Huschka, A. Michalos (eds.), Barometers of Quality of Life Around the Globe. Social Indicators Research Series, Vol. 33. Dordrecht: Springer, pp 1–21.
- (zusammen mit St. Weick) (2009) Wohnen in Deutschland: Teuer, komfortabel und meist zur Miete. Analysen zur Wohnsituation und Wohnqualität im europäischen Vergleich . In: Informationsdienst Soziale Indikatoren (ISI), 41, S. 1–7.
- (zusammen mit Stefan Weick) (2010) Subjective well-being in Germany: evolutions, determinants and policy implications. In: Bent Greve (ed.): Happiness and Social Policy In Europe. Cheltenham: Edward Elgar.
- (zusammen mit Carla Collicelli) (2010) Indicatori oggettivi e soggettivi di coesione sociale. Italia e Germania nello scenario europeo In: La Rivista delle Politiche Sociali, 4/2010.
- (2011) The Stiglitz-Sen-Fitoussi-Report: Old Wine in New Skins? Views from a Social Indicators Perspective. In: Social Indicators Research, Vol. 102, 1, May, 2011, S. 111–116.
- (zusammen mit Stefan Weick) (2011) Wiederkehr der Altersarmut in Deutschland? Empirische Analysen zu Einkommen und Lebensstandard im Rentenalter. In: Lutz Leisering (Hrsg.), Die Alten der Welt. Frankfurt am Main: Campus Verlag.
- (2013) Subjective Social Indicators: Benefits and Limitations for Policy Making. Social Indicators Research (2013) 114 (1), 1–11.
- (zusammen mit Stefan Weick) (2013) Materieller Lebensstandard und Armut im Alter. In: Vogel, Claudia und Motel-Klingebiel, Andreas (Hrsg.): Altern im sozialen Wandel: Die Rückkehr der Altersarmut? Wiesbaden: Springer VS, S. 113–138.
- (2014) Societal Progress. In: Michalos, Alex C. (Hrsg.): Encyclopedia of Quality of Life and Well-Being Research, Heidelberg: Springer, S. 6199–6205.
- (with A. C. Michalos) (2014) International Sociological Association Working Group / Research Committee on Social Indicators. In: Michalos, Alex C.; Springer Publishing (Hrsg.): Encyclopedia of Quality of Life and Well-Being Research, Heidelberg: Springer, S. 3331–3336.
- (2015) Progress – Concept and Measurement. In: A Life Devoted to Quality of Life. Festschrift in Honor of Alex C. Michalos, Social Indicators Research Series, Volume 60 edited by Filomena Maggino, pp. 93–104; Springer., ISBN 978-3-319-20567-0
- (zusammen mit S. Weick) (2015) Consumption expenditures and subjective well-being: empirical evidence from Germany. International Review of Economics 62(2):101–119, 2015
- (2017) On the History of Social Indicators Research: Measuring, Monitoring and Researching Wellbeing. In: Essays by the Members of the Scientific Advisory Board. Government Strategy on Wellbeing in Germany. German Federal Government, pp. 6–16. Federal Press Office. Berlin.
- (2018) Social Monitoring and Reporting: A Success Story in Applied Research on Social Indicators and Quality of Life. Social Indicators Research 135(1):951–964 2018; DOI:10.1007/s11205-016-1513-0.
- (2018) Die Regierungsstrategie „Gut leben“: Zur Entwicklung einer regierungsamtlichen Berichterstattung über Zustand und Wandel der Lebensqualität in Deutschland. Nova Acta Leopoldina NF Nr. 417, 43–62 (2018).

### Arbeitspapiere, Gutachten, Hektographen
- Noll verfasste zahlreiche Beiträge für den „Informationsdienst soziale Indikatoren“ (Mannheim: GESIS), welche hier nicht einzeln aufgelistet werden. Siehe hierzu die Einträge unter Zeitschriftenherausgeber und Weblinks.
- (ca. 1977), Soziale Indikatoren der Beschäftigung: Daten für eine zielorientierte Politik. Frankfurt am Main. (SPES, Nr. 74).
- (1979), Kriterien und Mechanismen der beruflichen Plazierung: ein Aspekt der Wohlfahrtsproduktion. Frankfurt am Main: Johann Wolfgang-Goethe-Universität. (Sonderforschungsbereich 3, Arbeitspapier Nr. 7).
- (1982), Determinanten der Wiederbeschäftigung von Arbeitslosen: eine multivariate Analyse von Survey-Daten. Frankfurt am Main: Johann Wolfgang-Goethe-Universität. (Sonderforschungsbereich 3, Arbeitspapier Nr. 81).
- (1983), Probleme des Berufseintritts von Jugendlichen im Kontext der Entwicklungen auf dem Lehrstellenmarkt: Vortrag, gehalten in der Reihe Akademischer Winter 1982/83 der Stadt, Universität und der Abendakademie Mannheim: Perspektiven und Probleme der Beschäftigungspolitik in den 80er Jahren. Frankfurt am Main: Johann Wolfgang-Goethe-Universität. (Sonderforschungsbereich 3, Arbeitspapier Nr. 100).
- (1985), Weiterbildung und Berufsverlauf: Empirische Analyse zum Weiterbildungsverhalten von Erwerbstätigen in der Bundesrepublik. Frankfurt am Main: Johann Wolfgang-Goethe-Universität. (Sonderforschungsbereich 3, Arbeitspapier Nr. 177).
- (zus. mit Walter Müller) (2003), Arbeit und Sozialstruktur. Mannheim: Mannheimer Zentrum für Europäische Sozialforschung. (MZES Arbeitspapiere, Arbeitsbereich I, Nr. 13).
- (1999), New Structures of Inequality: Some Trends of Social Change in Modernized Societies. Berlin: WZB. (Veröffentlichungen der Abteilung Sozialstruktur und Sozialberichterstattung des Forschungsschwerpunktes Sozialer Wandel, Institutionen und Vermittlungsprozesse des Wissenschaftszentrums Berlin für Sozialforschung, Nr. 99/405).
- (1999), Konzepte der Wohlfahrtsentwicklung: Lebensqualität und „neue“ Wohlfahrtskonzepte. Mannheim: Zuma. (EuReporting Working Paper, Nr. 3). Unter demselben Titel auch veröffentlicht als Arbeitspapier des WZB, Berlin 2000 (Veröffentlichungsreihe der Querschnittsgruppe Arbeit und Ökologie des Wissenschaftszentrums Berlin für Sozialforschung, Nr. 00/505).
- (zus. mit Regina Berger-Schmitt) (2000), Conceptual Framework and Structure of a European System of Social Indicators. Mannheim: Zuma. (EuReporting Working Paper, Nr. 9).
- (zus. mit B. Ebbinghaus, T. Bahle, C. Wendt, A. Scheuer) (2006) VFA Report Lebensqualität 2006  Berlin/Mannheim: VFA – Verband forschender Arzneimittelhersteller e.V. 2006.
- (zus. mit Catrin Berger) (2014) Stocktaking Report on Social Monitoring and Reporting in Europe. E-Frame Project, Grant Agreement No 290520, SSH.2011.6.2-1; Deliverable D5.2, GESIS, Social Indicators Research Centre, Mannheim 2014.

### Zeitschriftenherausgeber
- Informationsdienst soziale Indikatoren. Mannheim: GESIS, ISSN 0935-218X.